# Skate nos Jogos Pan-Americanos de 2023 - Street feminino
A competição do street feminino do skate integrou o programa da patinação sobre rodas nos Jogos Pan-Americanos de 2023 e foi disputada em 21 de outubro de 2023 na Esplanada dos Esportes Urbanos, localizado no cluster do Estádio Nacional. Um total de 9 skatistas de 8 Comitês Olímpicos Nacionais (CON) participaram do evento.

## Calendário
Horário local (UTC−3).
| Data          | Hora  | Fase  |
| ------------- | ----- | ----- |
| 21 de outubro | 11:00 | Final |

## Medalhistas
| Ouro   | BRA Rayssa Leal |
| Prata  | BRA Pâmela Rosa |
| Bronze | USA Paige Heyn  |

## Resultados
A competição foi disputada em um único dia. Cada skatista teve duas tentativas na corrida e cinco tentativas nas manobras, com as três melhores pontuações sendo somadas para determinar as medalhistas.
| Pos.              | Skatista         | CON                | Corrida | Corrida | Manobra | Manobra | Manobra | Manobra | Manobra | Total  |
| Pos.              | Skatista         | CON                | 1       | 2       | 1       | 2       | 3       | 4       | 5       | Total  |
| ----------------- | ---------------- | ------------------ | ------- | ------- | ------- | ------- | ------- | ------- | ------- | ------ |
| Medalha de ouro   | Rayssa Leal      | BRA Brasil         | 76.03   | 44.82   | 68.68   | 0.00    | 76.72   | 84.23   | 67.96   | 236.98 |
| Medalha de prata  | Pâmela Rosa      | BRA Brasil         | 70.24   | 73.17   | 0.00    | 0.00    | 60.72   | 77.44   | 0.00    | 211.34 |
| Medalha de bronze | Paige Heyn       | USA Estados Unidos | 65.18   | 69.52   | 0.00    | 0.00    | 42.18   | 64.65   | 0.00    | 176.35 |
| 4                 | Jazmín Álvarez   | COL Colômbia       | 42.58   | 43.48   | 60.23   | 60.41   | 0.00    | 58.65   | 0.00    | 164.12 |
| 5                 | Julieta González | URU Uruguai        | 14.19   | 45.60   | 42.18   | 56.47   | 0.00    | 0.00    | 0.00    | 144.25 |
| 6                 | Valentina Petric | CHI Chile          | 35.22   | 30.25   | 0.00    | 0.00    | 45.22   | 40.11   | 0.00    | 120.55 |
| 7                 | Aldana Bertrán   | ARG Argentina      | 21.25   | 8.24    | 24.40   | 0.00    | 0.00    | 56.84   | 0.00    | 102.49 |
| 8                 | Vianez Morales   | PUR Porto Rico     | 37.20   | 38.36   | 32.11   | 25.86   | 0.00    | 31.89   | 0.00    | 102.36 |
| 9                 | Samantha Secours | CAN Canadá         | 17.41   | 20.91   | 0.00    | 42.35   | 0.00    | 0.00    | 0.00    | 63.26  |